# Eurybia radulina
Eurybia radulina là một loài thực vật có hoa trong họ Cúc. Loài này được (A.Gray) G.L.Nesom mô tả khoa học đầu tiên năm 1995.